# Over Ævne
Over Ævne (Første stykke: deel 1) en Over Ævne (Andet stykke: deel 2) is een tweedelig toneelstuk van de Noorse schrijver Bjørnstjerne Bjørnson. Hij schreef de delen respectievelijk in 1883 en 1895. De letterlijke vertaling vanuit het Noors is Over vermogen. Het eerste deel ging in première in Stockholm, in 1886.
- Deel 1 is een aanval op het geloof van christenen in wonderen. Hoofdpersoon is de priester Adolf Sang, die gelooft dat er een Godswonder zal komen dat zijn vrouw Klara geneest. Als genezing uitblijft verliest de priester zijn geloof in God. Andere rollen zijn weggelegd voor de kinderen Rakel en Elias en collega-priester Bratt.
- Deel 2 is het vervolg daarop.

Bij een aantal uitvoeringen van deel 1 in oktober, november en december 1899 schreef Johan Halvorsen toneelmuziek die verder onbekend is gebleven. Deel 2 werd tegelijkertijd uitgevoerd gedurende november en december 1899, ook daar schreef Halvorsen muziek voor. Dat was opnieuw een haastklus: alles moest van manuscripten afgelezen worden.